# Denis Hutchinson
Denis John Hutchinson (Umtali, 14 maart 1932) is een Zimbabwaans voormalig golfer en golfcommentator. Hij speelde van 1959 tot 1970 op de Southern Africa Tour (nu gekend als de Sunshine Tour).

## Biografie
Hutchinson werd geboren in Umtali, Rhodesië (nu Mutare, Zimbabwe) en verhuisde later naar de Zuid-Afrikaanse stad Johannesburg. Tijdens zijn golfjaren als een amateur won hij verscheidene golftoernooien. Daarnaast won hij ook enkele golfprijzen.
In 1959 won Hutchinson het Zuid-Afrikaans Open als een golfamateur en werd hij na het toernooi een golfprofessional. In de jaren 1960 boekte Hutchinson grote successen door de Zuid-Afrikaans Masters en het Zuid-Afrikaans PGA Kampioenschap te winnen.
Na zijn actieve carrière als golfspeler werd Hutchinson golfcommentator van de Sky Sports en de SuperSport.

## Prestaties
Tijdens zijn golfcarrière won Hutchinson zowel bij de amateurs als de professionals golftoernooien.

### Amateur
- Springbok: 6 keer
- Natal Open: 1955
- Southern Rhodesia Championship: 1956

### Golfprofessional
Southern Africa Tour
- Zuid-Afrikaans Open: 1959 (Amateur)
- Zuid-Afrikaans Masters: 1961, 1962 & 1965
- Zuid-Afrikaans PGA Kampioenschap: 1970

Overige
- Woodlawn International: 1963 & 1964 (Duitsland)[2][3]
- Frans Open: 1966 (Frankrijk)
- Western Province Open: 1967 (Zuid-Afrika)[4]
- Dunlop Tournament Rhodesia: 1972 (Rhodesië)

## Teams
Amateur
- South African Inter-Club Foursomes (met Jimmy Boyd): 1957, 1958 & 1959
- Eisenhower Trophy (met Zuid-Afrika): 1958

Professional
- Canada Cup (met Zuid-Afrika): 1962, 1964

## Prijzen
Amateur
- South African Amateur Leading Qualifier 'Proudfoot Trophy': 1953 & 1954[1]
- South African Open 'Freddie Tait' Trophy: 1956[1]